# Gustaf Wretman
Gustaf Caesar Laurentius Wretman (* 10. August 1888 in Stockholm; † 17. Oktober 1949 in Jersey City, Vereinigte Staaten) war ein schwedischer Schwimmer.

## Karriere
Wretman nahm 1906 an den Olympischen Zwischenspielen in Athen teil. Hier erreichte er mit der schwedischen Staffel über 4 × 250 m Freistil den fünften Rang. Im Wettbewerb über 1 Meile Freistil erreichte er das Ziel nicht. Für die Disziplin 400 m Freistil war der Schwimmer ebenfalls gemeldet, trat aber nicht an. Zwei Jahre später folgte eine Teilnahme an den Olympischen Spielen in London. In den Wettbewerben über 1500 m Freistil und 100 m Rücken scheiterte er als jeweils Dritter seines Vorlaufes. Auch mit der schwedischen Staffel über 4 × 200 m Freistil endete der Wettbewerb vorzeitig ohne Erreichen des Finales.